# Wolne Forum
Wolne Forum (słow. Slobodné fórum) – słowacka partia polityczna, założona w 2004 roku przez byłych parlamentarzystów należących do Słowackiej Unii Chrześcijańskiej i Demokratycznej (SDKÚ). Przywódcą nowego ugrupowania została Zuzana Martináková.
W wyborach parlamentarnych w 2006 roku, partii nie udało się wejść do parlamentu słowackiego – uzyskała tylko 3.47% głosów, podczas gdy wymagany próg wyborczy wynosi 5%.

## Powstanie i rozwój partii – kalendarium
- 13 stycznia 2004 – Ivan Šimko wraz z grupą parlamentarzystów opuszcza SDKÚ, w wyniku sporu z Mikulášem Dzurindą
- 27 marca 2004 – niespodziewanie Zuzana Martináková została wybrana na lidera partii
- październik 2004 – Ivan Šimko opuszcza Forum i zakłada nową partię polityczną Misja 21 (słow. Misia 21)